# Kanteguir
Le Kanteguir (en russe : Кантегир) est une rivière de Russie qui coule dans la république de Touva et la république de Khakassie, dans le sud de la Sibérie moyenne. C'est un affluent direct de l'Ienisseï en rive gauche.

## Géographie
Le Kanteguir est une rivière abondante. En été, elle roule presque autant d'eau que la Marne en France en son cours inférieur, ou encore autant que la Meuse à la frontière franco-belge. Elle prend sa source dans le nord-ouest de la république du Touva, dans la partie centrale des monts Saïan occidentaux, au sein de la chaîne de montagnes cristallines appelée « monts du Kanteguir », massif d'une altitude maximale de 2 485 mètres. La rivière coule globalement en direction du nord-est. Le Kanteguir se jette dans l'Ienisseï en rive gauche au niveau de la retenue du barrage de Saïano-Chouchensk.
La rivière est généralement prise dans les glaces depuis le mois de novembre, jusque fin avril.
Il n'y a aucune localité d'importance dans la vallée du Kanteguir.

## Hydrométrie - Les débits à Kanteguir
Le débit du Kanteguir a été observé pendant 12 ans (sur la période 1979-1993) à Kanteguir, petite localité située à 41 kilomètres de son confluent avec le Ienisseï.
Le débit inter annuel moyen ou module observé à la station durant cette période était de 48,8 m3/s pour une surface de drainage étudiée de 2 740 km2, soit près de 80 % de la totalité du bassin versant de la rivière qui en compte 3 500. La lame d'eau écoulée dans cette partie du bassin versant atteint ainsi le chiffre de 561 millimètres par an, ce qui peut être considéré comme élevé.
Rivière alimentée par la fonte des neiges de montagne au printemps, mais aussi par les pluies de l'été, le Kanteguir est un cours d'eau de régime nivo-pluvial.
Les hautes eaux se déroulent au printemps et en été, du mois de mai au mois d'août. Au mois de septembre, le débit baisse fortement, et cette baisse se poursuit tout au long de l'automne. Ceci mène à la période des basses eaux qui a lieu de novembre à avril inclus et correspond aux gels de l'hiver qui s'abattent sur l'ensemble de la Sibérie, et, dans les zones montagneuses, plus précocement qu'ailleurs.
Le débit moyen mensuel observé en mars (minimum d'étiage) est de 7,64 m3/s, soit un peu plus de 6,5 % du débit moyen du mois de juin (114 m3/s), ce qui souligne l'amplitude assez modérée des variations saisonnières. Ces écarts de débit mensuel peuvent cependant être plus marqués d'après les années. Ainsi sur la durée d'observation de 12 ans, le débit mensuel minimal relevé a été de 5,55 m3/s en mars 1980, tandis que le débit mensuel maximal s'élevait à 216 m3/s en juin 1993.
En ce qui concerne la période estivale, libre de glaces (de mai à octobre inclus), le débit minimal observé a été de 21,5 m3/s en octobre 1989, ce qui restait plus qu'appréciable.

## Tourisme
La rivière coule dans des sites très pittoresques. Entrecoupée de nombreux et impressionnants rapides, elle constitue une destination de choix notamment pour les touristes sportifs amateurs de rafting.